# Lawrencium
Lawrencium (ⓘ) ist ein ausschließlich künstlich erzeugtes chemisches Element mit dem Elementsymbol Lr und der Ordnungszahl 103. Im Periodensystem steht es in der Gruppe der Actinoide (7. Periode, f-Block) und zählt zu den Transuranen. Dieses sehr kurzlebige Element wurde 1961 erstmals erzeugt und nach Ernest Lawrence benannt. Er ist der Erfinder des Zyklotrons, eines Teilchenbeschleunigers, der eine wichtige Voraussetzung zur Entdeckung vieler Transuran-Elemente war. Der Name wurde 1994 endgültig von der IUPAC bestätigt.

## Geschichte

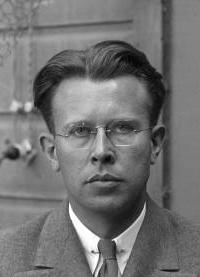
Ernest Orlando Lawrence

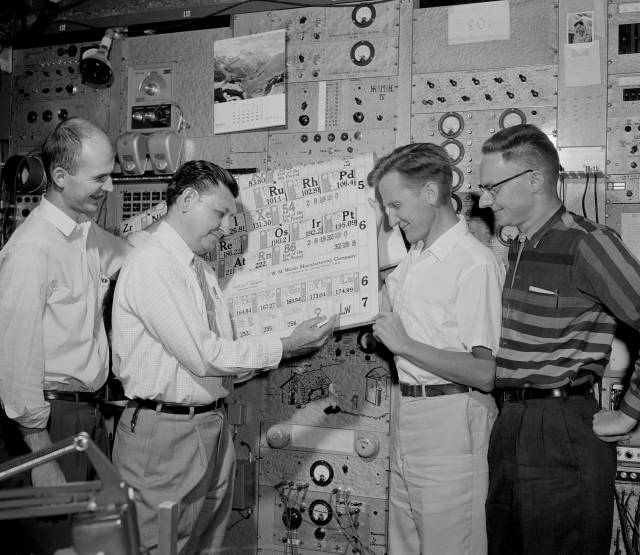
Albert Ghiorso (2. von Links) beim Ergänzen des Periodensystems nach der Entdeckung des Lawrenciums (1961), damals noch mit dem Elementsymbol „Lw“.

Lawrencium wurde 1961 erstmals von den Wissenschaftlern Albert Ghiorso, Torbjørn Sikkeland, Almon E. Larsh und Robert M. Latimer des Lawrence Berkeley National Laboratory (LBNL) hergestellt, indem sie ein Gemisch von Californiumisotopen (249Cf, 250Cf, 251Cf, 252Cf) mit Kernen von Boratomen beschossen. Am 14. Februar 1961 gaben sie die erfolgreiche Synthese des {\displaystyle \alpha }-Strahler-Isotops {\displaystyle _{103}^{257}Lr} mit einer Halbwertszeit von 8 Sekunden bekannt. Bei der Synthese von Lawrencium mittels dieser Methode finden Reaktionen wie
{\displaystyle \mathrm {^{249-252}_{\ \ \ \ \ \ 98}Cf\ +\ _{\ \ \ \ \ 5}^{10-11}B\ \longrightarrow \ \ _{\ \ \ \ \ \ 103}^{257/258}Lr\ +\ x\ _{0}^{1}n} }
{\displaystyle \forall \ \{x\in \mathbb {N} \mid 1\leq x\leq 5\}}
statt.
1965 beschossen Forscher des Vereinigten Instituts für Kernforschung in Dubna, Sowjetunion um Georgi Flerow erfolgreich Americium mit Sauerstoff und erhielten das Isotop {\displaystyle {}_{103}^{256}\mathrm {Lr} }. Hierbei laufen Reaktionen der Art
{\displaystyle \mathrm {^{246}_{95}Am\ +\ _{\ 8}^{18}O\ \longrightarrow \ \ _{103}^{256}Lr\ +\ 8\ _{0}^{1}n} }

ab. Bei der Überprüfung der Arbeit von Ghiorso et al. des LBNL kamen die sowjetischen Forscher zu dem Schluss, diese sei ungenau. Daraufhin erklärten Ghiorso et al., dass es sich bei ihrem Produkt um das Isotop Lawrencium-258 handeln müsse. Die Internationale Union für reine und angewandte Chemie (IUPAC) sprach dem Team des LBNL die Entdeckung zu. Anfangs wählte man als Symbol „Lw“. 1963 wurde es von der IUPAC in „Lr“ geändert.

## Eigenschaften
Im Periodensystem steht das Lawrencium mit der Ordnungszahl 103 in der Reihe der Actinoide und schließt diese ab. Sein Vorgänger ist das Nobelium, das nachfolgende Element ist das Rutherfordium, das aber schon zu den Transactinoiden gehört und ein d-Element ist. Sein Analogon in der Reihe der Lanthanoide ist das Lutetium, das gleichfalls diese abschließt.
Lawrencium ist ein radioaktives und sehr kurzlebiges Metall, das aber aufgrund der geringen zur Verfügung stehenden Mengen bisher nicht als Metall dargestellt wurde. Es sind vierzehn Isotope bekannt, deren Halbwertszeiten zwischen 24,4 Millisekunden bis 11 Stunden liegen. Über weitere Eigenschaften des Elements liegen wenige Erkenntnisse vor, da die geringe Halbwertszeit empirische Studien fast unmöglich macht.
Die Position von Lawrencium im Periodensystem ist umstritten, da das Element jüngeren Messungen zufolge eine extrem geringe Ionisierungsenergie besitzt.

## Sicherheitshinweise
Einstufungen nach der CLP-Verordnung liegen nicht vor, weil diese nur die chemische Gefährlichkeit umfassen, die eine völlig untergeordnete Rolle gegenüber den Gefahren durch Radioaktivität spielt. Auch Letzteres gilt nur, wenn es sich um eine dafür relevante Stoffmenge handelt.